# Zonder titel (Jan van Goethem, Reinwardtstraat)
In de noordelijke gevelwand van de Reinwardtstraat in Amsterdam-Oost is een titelloos artistiek kunstwerk geplaatst van Jan van Goethem. Het kunstwerk is er één van een tweeling; in de Pieter Nieuwlandstraat (om de hoek) hangt ook een exemplaar.
Rond 1982 werd er aan die straat nieuwbouw neergezet met een constante wisselende gevellijn; naar voren, naar achter met hier en daar een nis en dan weer een balkon. In deze gevelwand bevindt zich bij een naar voor geschoven geveldeel een blinde muur die vroeg om opfleuring. Op deze plaats hoog in de gevel werd van Van Goethem een sculptuur geplaatst van glas en neonlicht. Een verticale kolom is de ondergrond waar vanuit twee kolommen naar de hemel reiken. Ter plaatse van de daklijst hebben die beide kolommen een knik die samen een hoek van 90 graden maken (rechte hoek). In de ruimte die is ontstaan plaatste Van Goethem een vierkant, die door een kruis (verticale as en verlaagde middellijn) in vier segmenten is verdeeld. Volgens Buitenkunst Amsterdam is het een reactie op de vele schotelantennes die deze buurt kende. De geometrie is het handelsmerk van de kunstenaar. Het kunstwerk licht 's nachts op.
De Volkskrant van 31 mei 1985 zag in het kunstwerk een voorbeeld van kunstuitingen binnen de sociale woningbouw, iets dat na de bouwstijl Amsterdamse School verloren was gegaan.
Het inpassen van kunstwerken binnen architectuur is terug te vinden in zijn studie aan de Academie voor Bouwkunst in Tilburg, maar het liefst tekende hij. Ander werk van Van Goethem in Amsterdam is te vinden bij het Slotervaartziekenhuis in Amsterdam-Nieuw West en Voorsteven in Amsterdam-Noord (Zandlopers en vlinders). 